# Şırnak (province)
Pour la ville, voir Şırnak.
La province de Şırnak est une des 81 provinces (en turc : il, au singulier, et iller au pluriel) de la Turquie. Elle est limitrophe des frontières avec la Syrie au sud-ouest et l'Iraq au sud-est.
Sa préfecture (en turc : valiliği) se trouve dans la ville éponyme de Şırnak.

## Géographie
Sa superficie est de 7 172 km2.

## Population
Au recensement de 2000, la province était peuplée d'environ 353 197 habitants, soit une densité de population d'environ 49 hab./km2, majoritairement kurde.
| 2000    | 2001    | 2002    | 2003    | 2004    | 2005    | 2006    |
| ------- | ------- | ------- | ------- | ------- | ------- | ------- |
| 362 700 | 370 314 | 377 574 | 384 824 | 392 364 | 400 123 | 408 065 |

| 2007    | 2008    | 2009    | 2010    | 2011    | 2012    | 2013    |
| ------- | ------- | ------- | ------- | ------- | ------- | ------- |
| 416 001 | 429 287 | 430 424 | 430 109 | 457 997 | 466 982 | 475 255 |

| 2014    | 2015    | 2016    | 2017    | 2018    | 2019    | 2020    |
| ------- | ------- | ------- | ------- | ------- | ------- | ------- |
| 488 966 | 490 184 | 483 788 | 503 236 | 524 190 | 529 615 | 537 762 |

| 2021    | 2022    | 2023    | - | - | - | - |
| ------- | ------- | ------- | - | - | - | - |
| 546 589 | 557 605 | 570 745 | - | - | - | - |

## Administration
La province est administrée par un préfet (en turc : vali)

## Subdivisions
La province est divisée en 7 districts (en turc : ilçe, au singulier).